# Diocese de Campo Mourão
A Diocese de Campo Mourão (Dioecesis Campi Moranensis) é uma circunscrição eclesiástica da Igreja Católica, com sede na cidade de Campo Mourão, estado do Paraná. Foi criada em 20 de junho de 1959, desmembrada do território da Diocese de Ponta Grossa.

## História
A criação da Paróquia São José, em Campo Mourão, no dia 8 de dezembro de 1942, apresenta-se como ponto de referência significativo para a organização eclesiástica na região mourãoense. Mas a manifestação religiosa da população já estava bastante enraizada, desde as práticas devocionais em torno da Santa Cruz. O atendimento pastoral do padre Francisco Vendder, da Congregação do Verbo Divino, coadjutor de Guarapuava, com sua primeira visita em 1909 e do padre Aloysio Jacob a partir de 1938. Em 1933, Dom Antonio Mazzarotto, bispo de Ponta Grossa, realiza a primeira visita pastoral a Campo Mourão. Com a criação da Paróquia de Sant’Ana de Pitanga, Campo Mourão passa a pertencer a esta jurisdição eclesiástica, subordinada à Prelazia de Foz do Iguaçu, criada pelo Papa Pio XI em 10 de maio de 1926. Em outubro de 1940, Dom Manoel Koenner, visitou a região pela primeira vez.
Ao ser criada a diocese em 1959, sobre um território de 25.967,78 Km², a população era cerca de 500 mil habitantes (Censo 1960: 464.385 habitantes), constituída de 40 municípios: Altônia, Alto Piquiri, Araruna, Barbosa Ferraz, Boa Esperança, Campina da Lagoa, Campo Mourão, Cianorte, Cidade Gaúcha, Cruzeiro do Oeste, Engenheiro Beltrão, Fênix, Goioerê, Guaporema, Icaraíma, Indianópolis, Iporã, Iretama, Janiópolis, Japurá, Jussara, Mamborê, Maria Helena, Mariluz, Moreira Sales, Nova Cantu, Nova Olímpia, Peabiru, Pérola, Quinta do Sol, Roncador, Rondon, São Tomé, Tapejara, Tapira, Terra Boa Tuneiras do Oeste, Ubiratã, Umuarama e Xambrê.
A posse do primeiro bispo, Dom Elizeu Simões Mendes (1916-2001), deu-se no dia 23 de abril de 1960. Nos dias 27 e 28 de julho aconteceu a primeira reunião do clero, junto ao Instituto Santa Cruz - 21 sacerdotes: 12 religiosos (três congregações, 4 brasileiros e 8 estrangeiros) e 9 diocesanos (4 brasileiros e 5 estrangeiros). De 10 a 12 de janeiro de 1961, na residência episcopal, realizou-se o primeiro retiro espiritual do clero, sendo pregador o padre Joaquim Antonio Netto, de São Paulo.
A organização efetiva dos trabalhos pastorais só pode concretizar-se com a construção do Instituto Social Lar Paraná, iniciado no final do ano de 1962 e inaugurado no dia 29 de junho de 1963. Todo o trabalho de organização e encaminhamento das atividades pastorais fez-se no clima de realização do Concílio Vaticano II, tendo participado o prelado de Campo Mourão. Nos anos de 1964 a 1967 muitas conferências e encontros foram realizadas, envolvendo o clero e os leigos, para refletir o apostolado e encaminhar o plano de ação pastoral, optando por uma “pastoral de evangelização”, organização da catequese, preparação para os sacramentos, trabalho em conjunto, formação (“Fé, Igreja e Sacramentos”), promoção da ação litúrgica e do apostolado leigo.
O incremento da ação pastoral foi fortalecido em outubro de 1969 com a publicação da Carta Pastoral sobre os Sacramentos da Iniciação, traçando orientações práticas para a renovação do sacramento do batismo e formação catequética. As comunidades rurais receberam uma atenção especial na organização dos cultos e na formação dos ministros extraordinários da eucaristia.
A diocese de Campo Mourão marcou, na década de 60, uma importância respeitável na ação pastoral da Igreja no Paraná. O Primeiro Plano de Pastoral do Regional Sul II (1969-70) - “Etapa de reconhecimento”, favoreceu os contatos entre as dioceses para uma pastoral de conjunto, organização das pastorais e unidade litúrgica. Em sintonia com a 11ª Assembléia Geral da CNBB foi assumido o Documento Pastoral de Brasília, em sintonia com as aspirações e esperanças do povo de Deus e a realidade da Igreja e do país.
As metas da ação pastoral foram sendo especificadas em comunhão com as orientações do 2º Plano do Regional Sul II (1971-72) – “etapa de integração das dioceses”, e a “realização da Igreja na Base” (3º Plano – 1973-75). Em comunhão com a CNBB é assumido nas dioceses do Paraná o mesmo objetivo pastoral: realizar a Igreja Particular, tendo como áreas prioritárias a família e as CEBs, em sintonia com 6 linhas de ação pastoral (triênio de 1976-78) e na “organização da Igreja na base” (biênio de 1979-1980).
A renúncia de Dom Elizeu em 1980, não tirou a diocese do trabalho em conjunto com a Igreja no Paraná e no Brasil. Tendo sido eleito bispo no dia 20 de maio de 1981, Dom Virgílio de Pauli (1923-1999) tomou posse no dia 19 de julho do mesmo ano, cujo objetivo pastoral determinado foi o de “organizar a Igreja na base” (biênio de 1981-1982), assumindo como prioridades a família, CEBs e paróquia renovada, e como destaque as vocações e a juventude. Em sintonia com a exigência vocacional da diocese, o novo bispo inaugurou ainda no ano de 1981 o Seminário São José, destinado a acolher jovens em preparação para o sacerdócio e o envio de seminaristas a Londrina para os cursos de filosofia e teologia.
Durante o período de 1984 a 1987, a diocese de Campo Mourão, em sintonia com o objetivo da ação pastoral da Igreja no Brasil, procurou insistir na formação dos agentes de pastoral e na dinamização das CEBs, intensificando as áreas da pastoral vocacional, familiar, juventude e meio rural. Na década de 90, após um intenso trabalho de levantamento da realidade diocesana, buscou-se a reorganização das equipes diocesanas de pastoral, assumindo como prioridades as CEBs e a formação de agentes, bem como o fortalecimento do trabalho com a família, a catequese, a liturgia, a juventude, as vocações e o dízimo. Em relação ao crescente aumento dos movimentos, lembrava-se que o eixo da evangelização é a pastoral de conjunto, ressaltando que todo e qualquer movimento pode existir desde que se “integre na caminhada pastoral diocesana”, em sintonia com sua respectiva pastoral, não fazendo caminhada paralela, nem oposição à caminhada da pastoral diocesana.
Por ocasião do falecimento de Dom Virgílio de Pauli já estava na diocese, desde 30 de agosto de 1998, Dom Mauro Aparecido dos Santos, como bispo coadjutor, assumindo como titular no dia 20 de fevereiro de 1999. A diocese vivia em clima de celebração do envio dos missionários para as missões populares, por ocasião dos 40 anos de criação da diocese e em preparação para o Jubileu do Ano 2000. Entre os principais destaques durante o trabalho pastoral de Dom Virgílio ressalta-se a formação do clero diocesano, sendo ordenado, entre os anos de 1983 a 1999, 23 padres diocesanos e 5 diáconos permanentes.
Nestes 40 anos a diocese foi também geradora de outras dioceses. Em 1964, o Papa Paulo VI, com a bula ad Maiorem Dominici Grecis, criava a Diocese de Apucarana, sendo desmembrada da diocese de Campo Mourão a Comarca de Ivaiporã, e em 1965, com a bula Christi vices, criava a Diocese de Guarapuava, desmembrando-se de Campo Mourão toda a comarca de Pitanga. Com a criação da Diocese de Umuarama em 1973, bula apostolico officio, de Paulo VI, todo território desta nova diocese pertencia à diocese de Campo Mourão. A diminuição territorial possibilitou uma maior organização e dinamização das atividades pastorais, bem como, a criação de 30 novas paróquias, entre 1961 a 2007.
A atuação de Dom Mauro Aparecido do Santos durante os anos de 1999 a 25 de janeiro de 2008 respondeu às expectativas de preparação e celebração do Ano Jubilar de 2000, ressaltando o protagonismo dos leigos, a organização pastoral e centralização administrativa da diocese, o incentivo aos Grupos de Reflexão, pastorais e movimentos, o investimento na formação do clero (criação e instalação de seminários) e o estabelecimeto de diretrizes para os sacramentos, conselhos paroquiais e diocesanos. Neste período foram ordenados 23 novos padres diocesanos e tivemos a grata satisfação de oferecer para a Igreja da Bahia o bispo da Diocese de Serrinha, Dom Ottorino Assolari, membro da Congregação da Sagrada Família. Sendo eleito Arcebispo de Cascavel, Dom Mauro permaneceu como Administrador Diocesano de Campo Mourão, até 24 de janeiro de 2008.
No dia 24 de dezembro de 2008, o papa Bento XVI nomeou como nosso quarto Bispo, Monsenhor Francisco Javier Del Valle Paredes, que já exercia a função de Administrador Diocesano desde 31 de janeiro de 2008. Ordenado em 27 de fevereiro de 2009, dom Javier escolhe escolheu como lema de seu ministério Episcopal “Ego Elegi vos”. Ministério que exerceu na diocese até o dia 06 de dezembro de 2017, quando o Papa Francisco aceitou seu pedido de renúncia.
No mesmo dia, assume a Diocese o bispo Dom Bruno Elizeu Versari, até então, bispo coadjutor da mesma.

## Território
A diocese inclui 26 municípios do estado do Paraná, que são Campo Mourão, Araruna, Barbosa Ferraz, Boa Esperança, Campina da Lagoa, Corumbataí do Sul, Engenheiro Beltrão, Farol, Fênix, Goioerê, Iretama, Janiópolis, Juranda, Jussara, Luiziana, Mamborê , Mariluz, Moreira Sales, Nova Cantu, Peabiru, Quarto Centenário, Quinta do Sol, Rancho Alegre d'Oeste, Roncador, Terra Boa e Ubiratã.
A diocese é a cidade de Campo Mourão, onde fica a Catedral de São José. O território está dividido em 38 paróquias, agrupadas em cinco decanatos: Campo Mourão, Engenheiro Beltrão, Goioerê, Ubiratã e Iretama.

## Bispos
Bispos encarregados da diocese:
| #               | Nome                               | Período   | Notas                         |
| --------------- | ---------------------------------- | --------- | ----------------------------- |
| 6º              | Evandro Luis Braun                 | 2025-     | Atual                         |
| 5º              | Bruno Elizeu Versari               | 2017-2024 | Nomeado Bispo de Ponta Grossa |
| 4º              | Francisco Javier Del Valle Paredes | 2008-2017 |                               |
| 3º              | Mauro Aparecido dos Santos         | 1999-2007 | Nomeado Arcebispo de Cascavel |
| 2º              | Virgílio de Pauli                  | 1981-1999 |                               |
| 1º              | Elizeu Simões Mendes               | 1959-1980 |                               |
| Bispo-coadjutor |                                    |           |                               |
|                 | Mauro Aparecido dos Santos         | 1998-1999 |                               |
|                 | Bruno Elizeu Versari               | 2017      |                               |